# Mycronic
Mycronic (tidligere Micronic Laser Systems) er en svensk producent af laserplottere til fotolitografi. Hovedkvarteret er i Täby.